# 藤原巨勢麻呂
藤原 巨勢麻呂（ふじわら の こせまろ）は、奈良時代の貴族。名は許勢麻呂とも表記される。藤原南家、左大臣・藤原武智麻呂の五男。官位は従三位・参議。

## 経歴
天平12年（740年）従五位下に叙爵。天平15年（743年）中宮亮に任ぜられ光明皇后に仕えると、以降天平17年（745年）従五位上、天平20年（748年）正五位下、天平勝宝2年（750年）正五位上、天平勝宝6年（754年）従四位下と、聖武朝後半から孝謙朝にかけて順調に昇進する。
天平宝字2年（758年）淳仁天皇が即位して、藤原仲麻呂（恵美押勝）の独裁体制が確立すると、仲麻呂政権の中核メンバーとして、同年従四位上、天平宝字3年（759年）正四位下・播磨守、天平宝字4年（760年）従三位と、急速に昇進を遂げる。天平宝字6年（762年）正月に仲麻呂の子・真先と共に参議に任ぜられる。同年11月には仲麻呂が計画した新羅征伐のため、香椎廟奉幣使となった。
天平宝字8年（764年）藤原仲麻呂の乱で仲麻呂側に加わったため、官軍により斬殺された。一説には天平宝字7年（763年）に死去したともされる。

## 官歴
注記のないものは『続日本紀』による。
- 時期不詳：正六位上
- 天平12年（740年） 正月13日：従五位下
- 天平15年（743年） 6月30日：中宮亮（光明皇后）
- 天平17年（745年） 正月7日：従五位上
- 天平20年（748年） 2月19日：正五位下
- 天平勝宝2年（750年） 正月16日：正五位上
- 天平勝宝6年（754年） 正月16日：従四位下
- 天平宝字2年（758年） 8月1日：従四位上
- 天平宝字3年（759年） 5月17日：播磨守。6月16日：正四位下
- 天平宝字4年（760年） 正月4日：従三位
- 天平宝字6年（762年） 正月4日：参議[2]
- 時期不詳：武部卿

## 系譜
『尊卑分脈』による。
- 父：藤原武智麻呂
- 母：阿祢娘（小治田功麿の娘）
- 妻：山背王の娘
  - 次男：藤原黒麻呂（?-810）
- 妻：丹墀氏
  - 男子：藤原長川
  - 五男：藤原真作
  - 男子：藤原今河（749-814）
  - 男子：藤原河主
- 妻：藤原宇合の娘
  - 男子：藤原弓主
- 妻：藤原永手の娘
  - 十男：藤原貞嗣（759-824）
- 妻：不詳[3]
  - 男子：藤原川合
  - 男子：藤原真書
  - 七男：藤原伊勢人（759-827）
- 生母不詳の子女
  - 男子：藤原瀧麿
  - 男子：藤原主後
  - 男子：藤原広河